# Roger van Damme
Roger van Damme (Oostburg, 18 april 1971) is een Nederlands kok.  Hij is de uitbater van de Antwerpse lunch-lounge Het Gebaar die in 2010 een eerste Michelinster kreeg en Atelier Roger te Schoten. Hij presenteert ook kookprogramma's op Vlaamse televisiezenders.

## Levensloop
Van Damme groeide op in Sluis en studeerde af als kok aan de vakschool ter Groene Poorte in Brugge. Na een stage in Noordwijk vestigde hij zich als patissier in Antwerpen waar hij in 1994 Het Gebaar opende.  De zaak werd bekend van zijn koffie-thee compleet, maar om de aantrekkingskracht te vergroten werd de kaart al snel uitgebreid met lunchsuggesties. Hiervoor volgde Van Damme meerdere stages in El Bulli waar hij geïntroduceerd werd door mede-eigenaar en patissier Albert Adrià.
Hij ontving de Dessert Trofee op de Horecava, werd Meest Inventieve Chef van het Jaar 2007 volgens Weekend-Knack, haalde in 2007 met het Belgisch patisserieteam de gouden medaille voor dessert assiette op de Coupe du Monde in Lyon en was de laureaat van de Guardian Pastry Award in 2008. In 2010 werd hij door Gault Millau België uitgeroepen tot Chef van het Jaar 2010, en kreeg zijn zaak een quotatie van 18 op 20.  Hij was in 2006 bij hen ook al de laureaat van de Beste dessertkaart van België van 2006.  Op 22 november 2010 volgde de Michelinster.
Sinds 1 december 2010 heeft hij een eigen kookprogramma op Njam!. Daarvoor was hij al actief op VTM als gastjurylid in Mijn Restaurant en MasterChef en in meerdere andere kookprogramma's.
Roger van Damme werd in januari 2010 ambassadeur van Antwerpen Proeft - Taste of Antwerp, met 120.000 bezoekers het grootste culinair festival van België (een tweejaarlijkse titel, hij volgde Johan Segers op). Ook in 2011 draagt hij deze titel.
In 2017 werd Roger van Damme in Warschau, tijdens de Best Chef Award, verkozen tot de beste patissier ter wereld. 
Begin juni 2025 kondigde van Damme de sluiting van zijn restaurant Het Gebaar aan. Dit zal gebeuren na een laatste service op vrijdag de 27ste van dezelfde maand. De sluiting moet hem toelaten alle aandacht aan zijn nieuw cullinair project Atelier Roger in de Antwerpse gemeente Schoten te besteden. In dit atelier start hij met kookcursussen. Samen met zijn zoon Amani gaat hij ook een foodtruck-concept uitbouwen.